# 特罗帕廖沃-尼库利诺区
特罗帕廖沃-尼库利诺区（俄語：район Тропарёво-Никулино）是莫斯科西行政区的一区，面积11.27平方公里，人口128,029人。西南站、特罗帕廖沃站和湖区站位于该区。